# Conus olgiatii
Conus olgiatii é uma espécie de gastrópode do gênero Conus, pertencente à família Conidae.